# Максимейко, Алексей Иванович
Алексей Иванович Максимейко (укр. Олексі́й (Олекса) Іва́нович Максиме́йко; 26 мая 1921, Снитин, Лубенский уезд, Полтавская губерния, УССР — 17 марта 2010, там же) — украинский советский поэт и журналист, член Союза писателей УССР. Участник Великой Отечественной войны, лейтенант.

## Биография
В 1930-х годах отец Иван Дмитриевич Максимейко, земледелец, был арестован и через несколько недель расстрелян. Окончил фельдшерско-акушерскую школу. С первого до последнего дня прошёл Великую Отечественную войну — пулемётчик 984-го стрелкового полка, санитарный инструктор, военный фельдшер 382-го отдельного дивизиона противовоздушной обороны, вернулся с войны в звании лейтенанта. Выступал в дивизионной и армейской газетах с лирическими произведениями. Тяжело контуженного на берегу реки Урух, прятали и лечили крестьяне-осетины Тменовы, которых он нашёл после войны. В 1946 году поступил на филологический факультет Киевского университета. В послевоенное время работал в периодике — в редакциях журналов «Колхозник Украины», «Советская школа». Первая книга «В племени лет» появилась в 1972 году – при содействии А. И. Кацнельсона и Д. А. Мищенко.

## Публикации
Автор поетичних книжок:
- «Суцвіття», 1965
- «Петрусь» 1972
- «У пломені літ», 1972
- «Відлуння часу», 1981
- «Солдатською ходою», 1986
- «Наперекір долі», 1990
- «Весни у березових сережках», 1991
- «Колосок на вітрах», 1994
- «Всупереч літам» (вибране), 1995
- «Росою травневою вмитий», 1996
- «А юність на Ельбі лишилась», 1997
- «Оранта: Лірика», 1999
- «Дивишся з фото на мене», 2000
- «Сула, як пісня», 2001
- «Обезсмертив (лірика)», 2002
- «Сторінки юності (фронтовий щоденник)», 2002
- «Одкровення», 2002
- «Мизинівка», 2003
- «Дивуюся, як вижив я…»
- «Есклібрис»
- «Слово — моя зброя»